# Genossenschaftsverband Bayern
Der Genossenschaftsverband Bayern e. V. (GVB) ist Dienstleister und gesetzlicher Prüfungsverband der bayerischen Genossenschaftsorganisation. Sein Sitz ist München. Der GVB ist Teil des genossenschaftlichen Finanzverbunds.

## Aufgaben
Der Verband hat im Speziellen vier Aufgaben:
- Prüfen: Die genossenschaftliche Prüfung fördert die Genossenschaften und stellt den Schutz ihrer Mitglieder und Geschäftspartner sicher.
- Beraten: Der GVB berät und betreut seine mehrheitlich bayerischen Mitglieder in rechtlichen, steuerlichen, personellen und organisatorischen Fragen.
- Aus- und Weiterbildung: Zu Bildungs- und Schulungszwecken der Mitgliedsgenossenschaften bietet der GVB in seinen Bildungseinrichtungen Programme zur Aus- und Weiterbildung an.
- Interessenvertretung: Dies ist die Grundlage für die erfolgreiche Durchsetzung der Mitgliederbelange in der Politik.

Zur besseren Durchführung ihrer Aufgaben und zur Vermeidung der Einführung einer staatlichen Aufsicht schlossen sich einzelne Genossenschaften schon früh zu Genossenschaftsverbänden zusammen. Heute ist die Mitgliedschaft in einem Verband Pflicht. Der Verband hat die Rechtsform eines eingetragenen Vereins.

## Geschichte
Bereits Mitte des 19. Jahrhunderts schlossen sich erste Genossenschaften nach den Prinzipien Selbsthilfe, Selbstverantwortung, Selbstverwaltung und dem Identitätsprinzip, die auf Hermann Schulze-Delitzsch und Friedrich Wilhelm Raiffeisen zurückgehen, zusammen.
- 1862 wird mit dem „Münchner Darlehens-Verein (mit Solidarhaft)“ die älteste gewerbliche Kreditgenossenschaft Bayerns gegründet.
- 1922 kommt es zur Fusion der 1867, 1900 und 1902 gegründeten gewerblichen Landesverbände zum "Bayerischen Genossenschaftsverband e. V."
- 1946 kommt es zur Umfirmierung des Bayerischen Landesverbandes in den "Bayerischen Raiffeisenverband e. V."
- 1989 fusionieren schließlich der Bayerische Raiffeisenverband e. V. und der Bayerische Genossenschaftsverband e. V. zum "Genossenschaftsverband Bayern (Raiffeisen/Schulze-Delitzsch) e. V." mit Sitz in München.

## GVB heute
Der Genossenschaftsverband Bayern (GVB) beschäftigt rund 500 Mitarbeiter, davon etwa die Hälfte in den verschiedenen Fachabteilungen an seinem Hauptsitz in München sowie die andere Hälfte Prüferinnen und Prüfer im Außendienst (Stand: 31. Dezember 2022).
Der Genossenschaftsverband Bayern e. V. (GVB) vertritt seit mehr als 125 Jahren die Interessen bayerischer Genossenschaften. Zu seinen 1.201 Mitgliedern zählen 180 Volksbanken und Raiffeisenbanken sowie 1.021 Unternehmen aus Branchen wie Landwirtschaft, Energie, Handel, Handwerk und Dienstleistungen. Sie bilden mit rund 50.000 Beschäftigten und 2,9 Millionen Anteilseignern eine der größten mittelständischen Wirtschaftsorganisationen im Freistaat (Stand: 31. Dezember 2024).
Zur Verwirklichung von gesellschaftlichem und bildungspolitischem Engagement sind weitere Einrichtungen des GVB: die ABG GmbH, das Hotel am Badersee in Grainau, die Raiffeisen/Schulze-Delitzsch Stiftung bayerischer Genossenschaften und der Historische Verein bayerischer Genossenschaften e. V.

## Journalistenpreise
Von 2012 bis 2020 hat der Genossenschaftsverband Bayern für die bayerischen Volks- und Raiffeisenbanken Journalistenpreise vergeben: Den Friedrich-Wilhelm-Raiffeisen-Preis zum Thema wirtschaftliche Bildung und den Hermann-Schulze-Delitzsch-Preis zum Thema Verbraucherschutz als Journalistenpreise für herausragende publizistische Arbeiten aus Print, TV, Hörfunk oder Onlinemedien. Beide Preise waren mit jeweils 8000 Euro dotiert. Außerdem wurde an junge Journalisten, die sich zum Erscheinungszeitpunkt der eingereichten Arbeit in einer journalistischen Ausbildung befanden, ein mit 4000 Euro dotierter Förderpreis für junge Journalisten zum Thema Digitalisierung vergeben.
Zu den bisherigen Preisträgern zählten z. B. die Medienwerkstatt Franken (2014), Christiane Hawranek (2015), Philipp Grüll und Frederik Obermaier (2016) sowie Katrin Langhans und die Katholische Journalistenschule ifp (2018).

## Vorstand
- Vorsitzender des Verbandsrates und ehrenamtlicher Verbandspräsident: Gerhard Walther
- Vorstandsvorsitzender und Präsident: Stefan Müller
- Mitglieder des Vorstands: Alexander Leißl[8]

## Personen
- Michael Horlacher, Direktor des Bayerischen Raiffeisenverbandes ab 1945
- Hellmut Horlacher, Präsident des Bayerischen Raiffeisenverbandes ab 1971